# Hemidactylus inintellectus
Espèce
Statut de conservation UICN

 LC  : Préoccupation mineure
Hemidactylus inintellectus est une espèce de geckos de la famille des Gekkonidae.

## Répartition
Cette espèce est endémique de Socotra au Yémen,.

## Description
Hemidactylus inintellectus mesure jusqu'à 60,5 mm, queue non comprise.

## Systématique
Le nom valide complet (avec auteur) de ce taxon est Hemidactylus inintellectus Sindaco (d), Ziliani (d), Razzetti (d), Pupin (d) & Grieco (d), 2009.

### Étymologie
Son nom spécifique, inintellectus, du latin in-, « sans », et intellectus, « faculté de comprendre », lui a été donné en référence au fait que cette espèce, observée et collectée par différents auteurs (dont l'équipe de Roberto Sindaco), a été confondue avec d'autres taxons ou a été soupçonnée d'être un nouveau taxon, mais est restée non décrite pendant environ dix ans.

### Publication originale
- (en) Roberto Sindaco, Ugo Ziliani, Edoardo Razzetti, Caterina Carugati, Cristina Grieco, Fabio Pupin, Badr Awadh Al-Aseily, Francesca Pella et Mauro Fasola, « A misunderstood new gecko of the genus Hemidactylus from Socotra Island, Yemen (Reptilia: Squamata: Gekkonidae) », Acta Herpetologica, FUP (d) et Societas Herpetologica Italica (d), vol. 4, no 1,‎ 1er juillet 2009, p. 83-98 (ISSN 1827-9635 et 1827-9643, OCLC 804609627, DOI 10.13128/ACTA_HERPETOL-2957, lire en ligne).